# وادي إبريق

## وادي إبريق
وادي إبريق (بالعبرية: ناحال باراك) هو وادٍ موسمي يقع
في منطقة عربة الأوسط، جنوب إسرائيل. يجري الوادي خلال موسم الأمطار. يصنف الوادي كقناة أخدودية منحوتة في هضبة باراك. يحتوي على شلالات طبيعية وشقوق صخرية تملؤها المياه بعد الفيضانات وتخلق بركًا مائية.

## تهويد التسمية
"الاسم السابق لوادي باراك هو إلابريق، ذلك الوعاء الأسطوري الذي نخطئ في تسميته “فنجانًا”، في حين أن الفنجان هو الكأس الصغيرة التي يُسكب فيها الشاي أو القهوة من الإبريق. هذا الإبريق، الذي ليس لدي فكرة من أين جاءت تسميته، قد هُوّد وأصبح باراك." يقول سيفي بن يوسف- مستكشف، كاتب، صحفي ومرشد سياحي إسرائيلي.

## جغرافيا
ينبع وادي إبريق من جبل أبو طاقية  (بالعبرية هار كپا)، ويصب في وادي عربة، على بعد حوالي كيلومتر شمال النقطة التي يصب فيها وادي الجرافي (بالعبرية ناحال پارن). يتوازى مساره إلى حد كبير مع مسار وادي الجرافي، والذي يبعد عنه حوالي 2 كم منه.
يتميز الوادي بالشلالات في العديد من أجزاءه، حيث يصل أعلى شلال إلى حوالي 20 مترًا. يمر الوادي من خلال الحجر الجيري ليشكل الهاوية المعروفة باسم الوادي الأبيض. تتواجد شلالات أخرى بارتفاعات تتراوح بين 4-8 متر. يتم التنقل عبر الشلالات بواسطة سلالم وحبال مثبتة في المكان. يبلغ الطول الإجمالي للوادي حوالي 18 كم.

## الحياة النباتية والحيوانية
وادي باراك غني بالنباتات، مثل أشجار السنط التي تنمو في مصب الوادي والنقاط المنخفضة حيث تحتفظ التربة ببعض الرطوبة بعد السيول.
النباتات والمياه المتجمعة في الوادي تجذب إليها أيضًا مختلف الحيوانات من المنطقة.
يقطع طريق وادي عربة وادي إبريق في النقطة التي يتصل فيها بوادي عربة.

## معرض صور

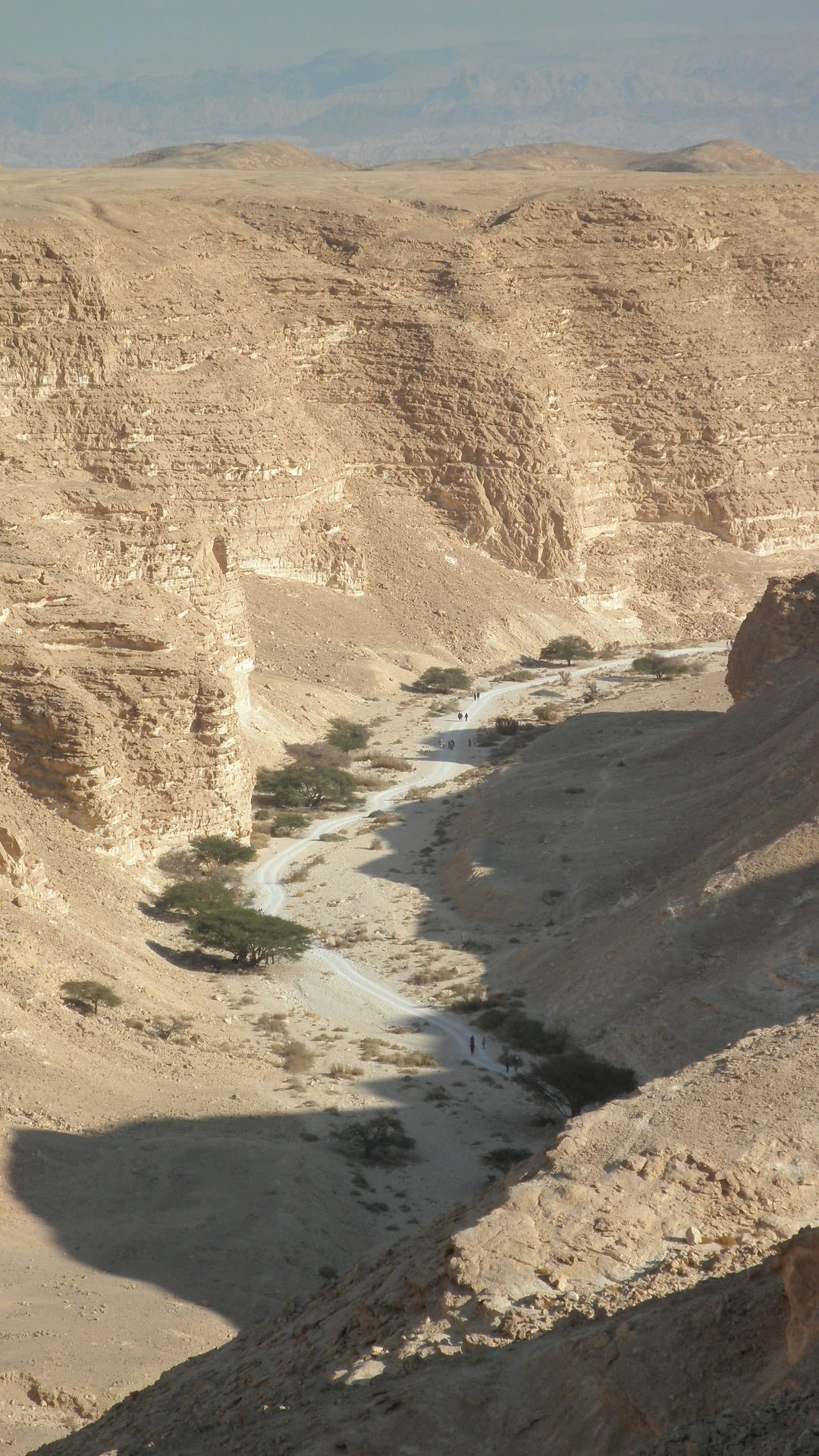
وادي إبريق
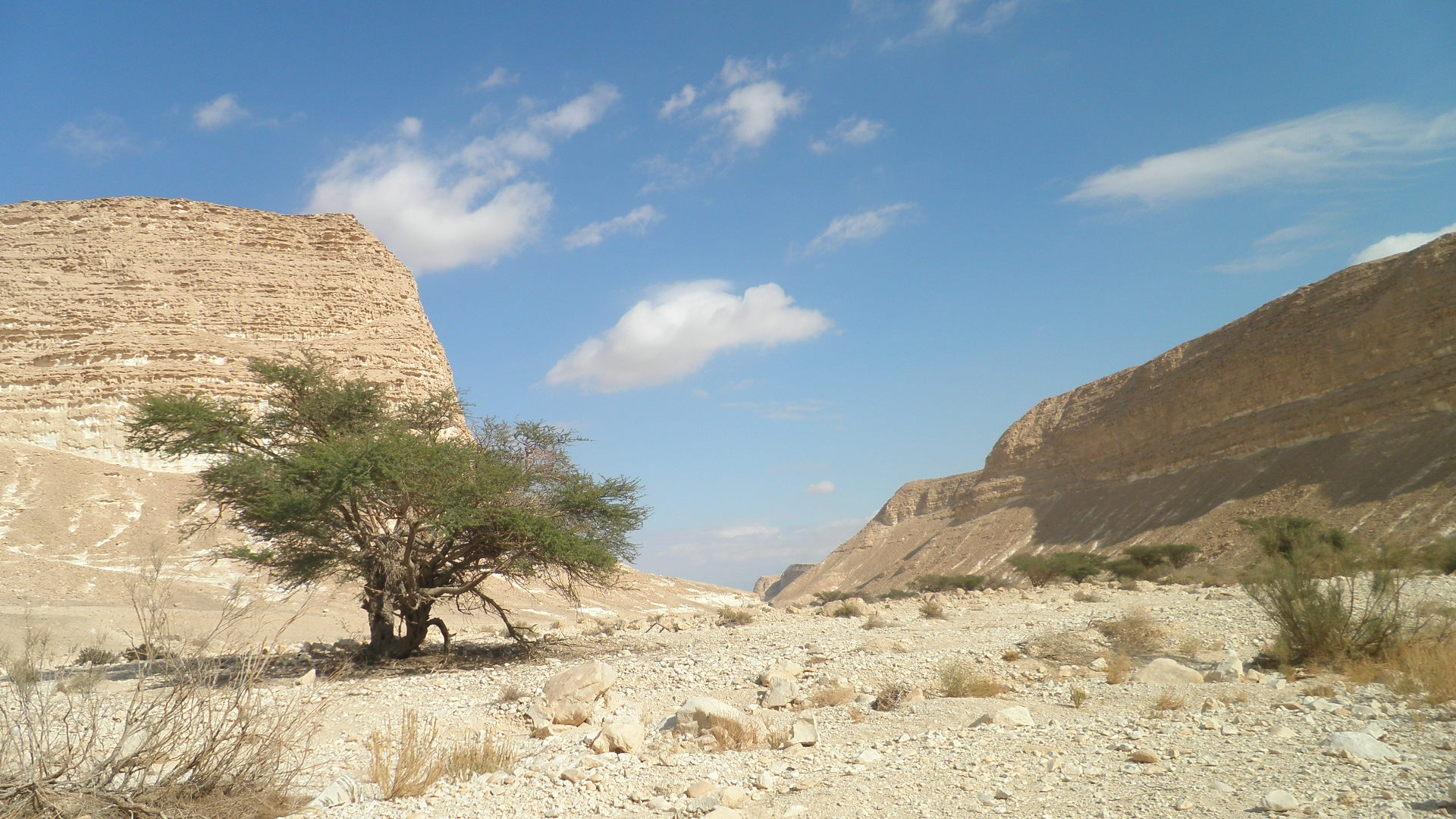
شجرة السنط
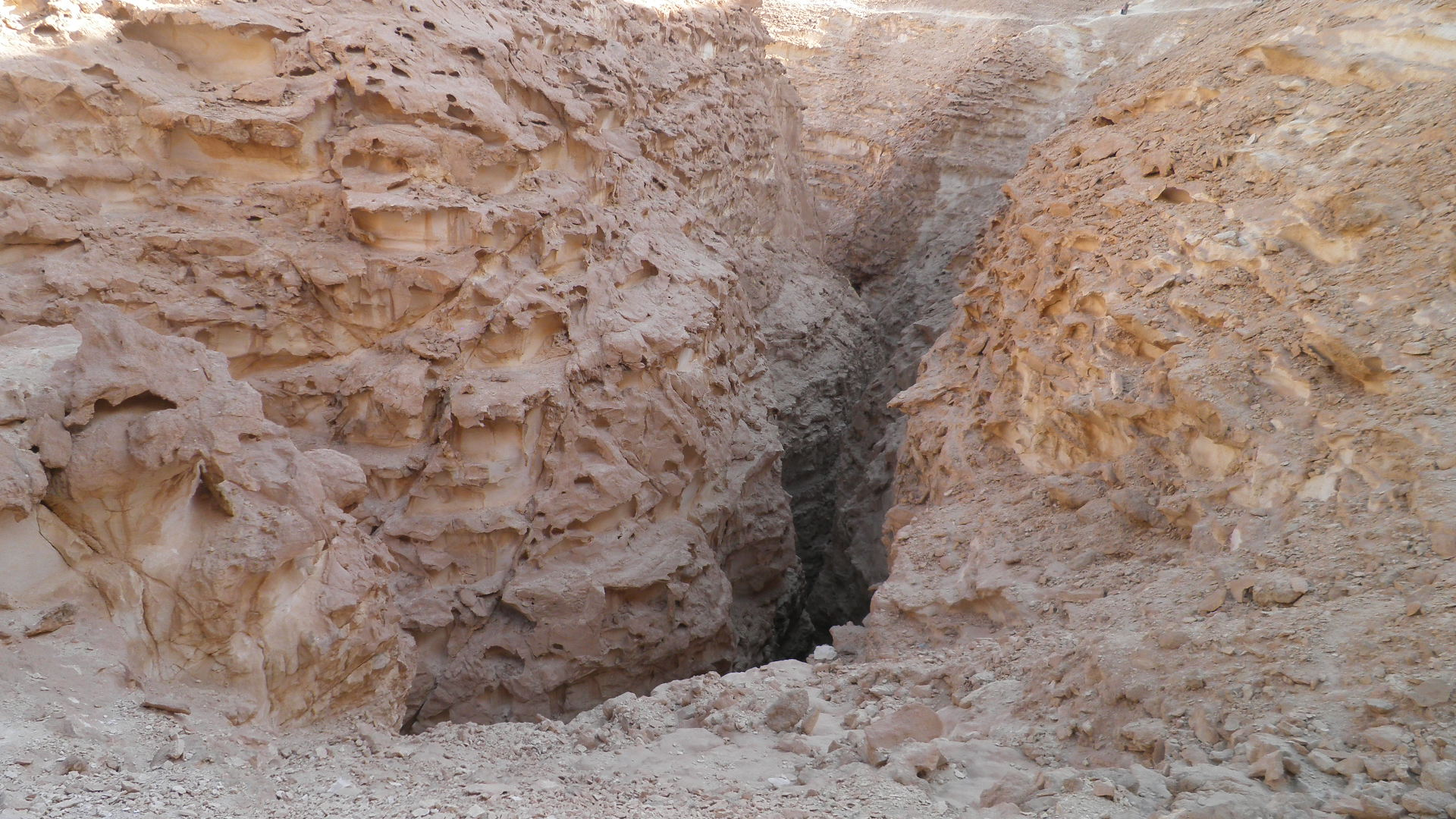
اخدود في وادي إبريق